# Скот Аронсон
Скот Џоел Аронсон (енгл. Scott Joel Aаronson; Филаделфија, 21. мај 1981) je aмерички теоријски информатичар и професор информатике на Универзитету у Остину, Тексас. Његове примарне области истраживања су могућности и лимити квантних рачунара као и рачунарска теорија сложености.

## Младост и образовање
Рођен је у Филаделфији 21. маја 1981. године. Одрастао је у Сједињеним Америчким Државама, али је провео једну годину у Азији када се његов отац, научни писац, због промене посла преселио у Хонгконг. Похађао је школу која му је омогућила да прескочи математику неколико година, али по повратку у САД, образовање му је било ограничено, добијао је лоше оцене и имао расправе са наставницима. Затим се уписао у школу Кларксон, програм за надарене младе особе, вођен од стране Кларксон Универзитета, који је омогућио Аронсону да се пријави на колеџе док је био тек прва година средње школе. Прихваћен је на Корнел Универзитет, где је стекао звање дипломираног инжењера из информатике 2000. године. Након тога, докторске студије је завршио у на Берклију (Универзитет Калифорнијe) 2004. године под надзором Умеша Вазиранија.
Аронсон је показао таленат за математику joш у детињству. Већ у 11. години је учио анализу, за коју су га заинтересовали симболи из дадиљине књиге. Открио је програмирање у 11. години, и осетио да његово знање заостаје за вршњацима, који су већ програмирали годинама. Први програмски језик који је учио је био Бејсик (енгл. BASIC). Делимично због тога што је Аронсон учио напредну математику пре него што је почео да се бави рачунарским програмирањем, осетио је привлачност теоријског рачунања, посебно рачунске сложености. Са 14 година чита популаран артикал о квантним компјутерима који га привлачи тој области. Као тинејџер, баш у време када је учио о алгоритмима везаним за квантне компјутере, имао је летњу праксу у Бел лабораторијама. Та пракса није имала никакве везе са квантним компјутерима међутим тамо је упознао човека који је измислио Гроверов алгоритам, Лова Гровера, који му је понудио праксу за следећу годину. На Корнелу, заинтересовао се за квантно програмирање, и посветио се квантном програмирању и рачунској сложености.

## Каријера
Након постдоктората на Институту за напредне студије и Универзитету у Вотерлу, узео је факултетску позицију на МИТ-у. Његова примарна област је квантно програмирање и рачунарска теорија сложености.
У лето 2016. године напушта Масачусетски технолошки институт (МИТ) и одлази на Универзитет у Тексасу, у Остину, као професор века у области информатике и као оснивач новог квантног информативог центра.
Поред каријере у образовању, Скот Аронсон је радио и за неке компаније попут:
- VMware
- Pivotal Software Inc
- Greylock Partners
- Cloudera Inc
- Medallia Inc

Тренутно ради као главни директор прихода у компанији Cloudera.

### Награде
- Један од два добитника награде „Алан Т. Ватерман” за 2012. годину[4]
- Награда за најбољи рад у рачунарству у Русији 2011. године за рад „Еквивалентност узорковања и претраживања” (енгл. The Equivalence of Sampling and Searching)
- 2017. Симонс истражитељ[5]

## Маркетиншки плагијат
У Октобру 2007. године Скот Аронсон је оптужио маркетиншку агенцију Лав Комуникејшнс (енгл. Love Communications) за присвајање делa његовог предавања у једној маркетиншкој кампањи за Рико (енгл. Ricoh). Након разговора са адвокатом, био је сигуран да има добар случај, али да нема ни новца ни времена да се тужи. Због тога, предлаже нагодбу. Маркетиншка агенција прихвата нагодбу али са много мањом одштетом од оне коју је он предложио. Аронсон је рекао да у том тренутку није имао енергије да се ценка са њима и прихватио је нагодбу у износу од 5000 долара које ће они донирати неким организацијама које популаризују науку у Аустралији. Иако су прихватили нагодбу, генерални директор Лав Комуникејшнса је изјавио да је вероватно требало да га питају пре него што су искористили његове речи али да не мисле да су прекршили ауторска права.

## Популарни радови
Он је оснивач електронске библиотеке алгоритама и проблема званом „Complexity Zoo” из поља информатике која чува и сортира проблеме по класи комплексности. Он је такође оснивач блога  "Shtetl-Optimized" као и есеја  "Who Can Name The Bigger Number?". Његова каснија дела, коришћена као литература у информатици, користе концепт „бројеви окупираног дабра” који је описао Тибор Радо како би објаснио границе израчунљивости у информатици.
Он је држао предавање о квантној израчунљивости, са ког су белешке доступне на интернету. Написао је књигу која је објављена од стране Новина Кембриџ Универзитета. Концепти које покрива књига су касније сажето објашњени у чланку "Why Philosophers Should Care About Computational Complexity". Од тада је објавио још једну књигу названу по малопре поменутом предавању која се заснива на концептима са предавања.